# Partido Social-Democrata Tcheco
O Partido Social-Democrata Checo (em checo: Česká strana sociálně demokratická), mais conhecido pelo acrónimo ČSSD, é um partido político social-democrata da Chéquia fundado em 8 de abril de 1878. O ČSSD é membro afiliado do Partido Socialista Europeu a nível continental e da Internacional Socialista a nível mundial.. 

## Resultados eleitorais

### Eleições legislativas
| Data | CI. | Votos     | %           | +/-   | Deputados | +/-  | Status            |
| ---- | --- | --------- | ----------- | ----- | --------- | ---- | ----------------- |
| 1992 | 3.º | 422 736   | 6,53 / 100  | Novo  | 16 / 200  | Novo | Oposição          |
| 1996 | 2.º | 1 602 250 | 26,44 / 100 | 19,9  | 61 / 200  | 45   | Apoio parlamentar |
| 1998 | 1.º | 1 928 660 | 32,31 / 100 | 5,87  | 74 / 200  | 13   | Governo           |
| 2002 | 1.º | 1 440 279 | 30,21 / 100 | 2,10  | 70 / 200  | 4    | Governo           |
| 2006 | 2.º | 1 728 827 | 32,32 / 100 | 2,11  | 74 / 200  | 4    | Oposição          |
| 2010 | 1.º | 1 155 267 | 22,09 / 100 | 10,23 | 56 / 200  | 18   | Oposição          |
| 2013 | 1.º | 1 016 829 | 20,46 / 100 | 1,63  | 50 / 200  | 6    | Governo           |
| 2017 | 6.º | 368 347   | 7,28 / 100  | 13,18 | 15 / 200  | 35   | Governo           |
| 2021 | 6.º | 250 397   | 4,66 / 100  | 2,62  | 0 / 200   | 15   | Extra-parlamentar |

### Eleições europeias
| Data | CI. | Votos   | %           | +/-   | Deputados | +/-  |
| ---- | --- | ------- | ----------- | ----- | --------- | ---- |
| 2004 | 5.º | 204 903 | 8,78 / 100  | Novo  | 2 / 24    | Novo |
| 2009 | 2.º | 528 132 | 22,39 / 100 | 13,61 | 7 / 22    | 5    |
| 2014 | 3.º | 214 800 | 14,17 / 100 | 8,22  | 4 / 21    | 3    |
| 2019 | 8.º | 93 664  | 3,95 / 100  | 10,22 | 0 / 21    | 4    |